# КТД-2-2А
КТД-2-2А — український квантовий далекомір розробки компанії «Техенерго-СВ» . Вперше показаний на виставці Зброя та безпека-2019.

## Історія
Інноваційна компанія «Техенерго-СВ» представила на «Зброя та безпека 2019» квантовий далекомір КТД-2-2А для артилерії, який вже пройшов державні випробування. 
Український прилад призначений для вимірювання відстані до дифузно відбиваючих об’єктів на відстані до 10 000 метрів при максимальній метеорологічній дальності 20 км. Завдяки вбудованій панелі управління можливо оперативно робити налаштування приладу, вимірювати дальність та відображати параметри. Прилад здатен виключати помилкові цілі, зокрема й в умовах сильного дощу чи задимлення на відстані до 4 км. Також можливо передавати інформацію послідовним інтерфейсом (RS232, Bluetooth).
Виробник відзначає, що далекомір має локалізацію понад 80%. Близько двадцяти процентів, здебільш електронних компонентів, імпортовані.

## Технічні характеристики
- Відстань — 100 - 10000 м
- Середня похибка вимірювання дальності — 1 м
- Діапазон стробування — 100 - 4000 м
- Довжина хвилі випромінювання — 1064 нм
- Розбіжність випромінювання — 0,4 мрад
- Час готовності — 2 с
- Інтервал між випромінюваннями — 2 с
- Маса — 2,9 кг
- Довжина — 197 мм
- Ширина — 252 мм
- Висота — 94 мм
- Автономна робота батареї — 1500 замірів.